# Àlgebra no associativa
Les àlgebres no associatives són àlgebres aplicades específicament a estructures matemàtiques (com cossos o anells) en les quals la propietat associativa no està ben definida o, directament, no es compleix. És a dir, que sigui {\displaystyle \otimes } un operador de producte, les operacions següents no tenen el mateix resultat.
{\displaystyle \left(a_{1}\otimes a_{2}\right)\otimes \ a_{3}}
i
{\displaystyle a_{1}\otimes \left(a_{2}\otimes \ a_{3}\right)}
Per posar un exemple numèric, en una àlgebra no associativa que operi sobre els reals, les expressions {\displaystyle (5*3)*9} i {\displaystyle 5*(3*9)} tindrien resultats diferents.
Alguns exemples coneguts d'àlgebres no associatives són els octonions (una extensió dels quaternions) i les anomenades àlgebres de Jordan.
Les estructures sobre les quals operen àlgebres no associatives són anomenades, anàlogament, estructures no associatives.
El fet que una estructura algebraica sigui no associativa no impedeix que pugui ser commutativa o, fins i tot, distributiva, però sí que pot impedir l'existència d'elements neutres absoluts.